# Swing heart direction
「Swing heart direction」（スウィング・ハート・ディレクション）は、小松未可子の楽曲。小松の10枚目のシングルとして2017年11月8日に発売された。発売元はトイズファクトリー。

## 概要
小松のシングルとしては前作「Maybe the next waltz」から約3ヵ月ぶりのリリースとなる。
表題曲は、前作に引き続きテレビアニメ『ボールルームへようこそ』の第2クールエンディングテーマに起用されていて、2作連続で同じアニメのタイアップとなっている。
前作「Maybe the next waltz」が『ミディアムテンポのワルツ曲』だったのに対して今作「Swing heart direction」は、対照的に『イントロから鳴るピアノが印象的なさわやかなピアノロック』となっている。
シングルは初回限定盤（TFCC-89637）と通常盤（TFCC-89638）の2種リリースで、初回限定盤には表題曲のPVを収録したDVDが同梱されている。
2曲目「Piña colada & Caipirinha」は、ピニャ・コラーダとカイピリーニャというカクテルの名前である。

## シングル収録内容
| 全作曲: Q-MHz。 |                                                                                    |                   |            |               |      |
| #               | タイトル                                                                           | 作詞              | 作曲・編曲 | 編曲          | 時間 |
| 1.              | 「Swing heart direction」(テレビアニメ『ボールルームへようこそ』第2クールEDテーマ) | Q-MHz             | Q-MHz      | Q-MHz、末光篤 | 4:16 |
| 2.              | 「Piña colada & Caipirinha」                                                       | Q-MHz             | Q-MHz      | Q-MHz、伊藤翼 | 3:16 |
| 3.              | 「Piece of Peace」                                                                 | 小松未可子、Q-MHz | Q-MHz      | Q-MHz         | 4:47 |
| 4.              | 「Swing heart direction」(Instrumental)                                            |                   | Q-MHz      |               | 4:15 |
| 5.              | 「Piña colada & Caipirinha」(Instrumental)                                         |                   | Q-MHz      |               | 3:16 |
| 6.              | 「Piece of Peace」(Instrumental)                                                   |                   | Q-MHz      |               | 4:44 |
| 合計時間:       | 合計時間:                                                                          | 合計時間:         | 合計時間:  | 24:34         |      |

| #  | タイトル                                        | 作詞 | 作曲・編曲 |
| -- | ----------------------------------------------- | ---- | ---------- |
| 1. | 「Swing heart direction」(Music Video)          |      |            |
| 2. | 「Swing heart direction」(Off Shot + Interview) |      |            |